# Montelparo
Montelparo este o comună din provincia Fermo, regiunea Marche, Italia, cu o populație de 873 locuitori și o suprafață de 21,63 km².

## Demografie
Montelparo - evoluția demografică

|  | Graficele sunt indisponibile din cauza unor probleme tehnice. Mai multe informații se găsesc la Phabricator și la wiki-ul MediaWiki. |

Date: Recensăminte sau birourile de statistică - grafică realizată de Wikipedia